# Пластичність матеріалу
Пласти́чність  (рос. пластичность, англ. plasticity, нім. Plastizität f від грец. plastikós — придатний для ліплення, податливий, пластичний) — здатність матеріалу без руйнування незворотно змінювати свою форму й розміри (тобто пластично деформуватися) під дією механічних навантажень. Пластичність аморфних тіл визначається ймовірністю релаксаційних перегрупувань атомів і молекул, а тіл з кристалічною будовою — утворенням, переміщенням і взаємодією дефектів у кристалах. Відсутність пластичності або мале її значення називають крихкістю.
Крім того пластичність — здатність при замішуванні з водою утворювати тісто, яке під впливом зовнішньої дії може набирати будь-якої необхідної форми без проявів тріщин та зберігати надану форму після припинення цієї дії, при сушінні та випалюванні.

## Загальний опис

Типова крива залежності напруження від деформації розтягу

Тверді тіла змінюють свою форму й розміри лише при доволі великих навантаженнях. Відсутність або незначну пластичність називають крихкістю. Пластичного деформування зазнають деталі машин і будівель, заготовки при обробці тиском (вальцювання, штампування, пресування тощо), пласти земної кори та інші об'єкти.
На кривій залежності напружень від величини деформації область пластичної деформації лежить за межами області пружних деформацій.
Пластичність кристалічних тіл (або матеріалів) пов'язана з дією різних мікроскопічних механізмів пластичної деформації, відносна роль кожного з яких визначається зовнішніми умовами: температурою навантаженням, швидкістю деформації.

## Характеристики пластичності
При одновісному розтягуванні пластичність матеріалу оцінюється величиною відносного рівномірного видовження (без врахування деформації у шийці) {\displaystyle \epsilon _{B}={\frac {L_{B}-L_{0}}{L_{0}}}} ({\displaystyle L_{0}} — початкова довжина зразка; {\displaystyle L_{B}} — довжина зразка, визначена на момент руйнування).
При розтягуванні циліндричного зразка з пластичного матеріалу руйнуванню передує втрата стійкості, при якій рівномірне видовження і зменшення поперечного перерізу змінюються утворенням так званої шийки, що проявляється на відносно невеликій ділянці зразка. Така локальна деформація оцінюється величиною відносного звуження (відносного зменшення перерізу) {\displaystyle \phi ={\frac {\psi _{0}-\psi _{B}}{\psi _{0}}}} ({\displaystyle \psi _{0}} — площа початкового перерізу зразка, {\displaystyle \psi _{k}} — площа перерізу зразка в шийці на момент руйнування). Настання втрати стійкості матеріалу залежить від чутливості напружень пластичної течії матеріалу до швидкості деформації .
Пластичність залежить від властивостей матеріалу — від характеру міжатомних зв'язків, хімічного і фазового складу, кристалічної структури і мікроструктури, а також умов деформації — температури, величини і схеми прикладених сил (напруженого стану) та швидкості їх прикладання. Пластичність не є фізичною чи механічною константою матеріалу, а характеризує його стан.

## Теорії пластичності
Теорія пластичності (англ. theory of plasticity) — розділ механіки суцільних середовищ, завданнями якого є визначення напружень і переміщень у деформованому тілі за границею пружності. Строго кажучи, в теорії пластичності вважається, що напружений стан залежить лише від шляху навантажування в просторі деформацій і не залежать від швидкості цього навантажування. Врахування швидкості навантажування можливий в рамках загальнішої теорії в'язкопластичності.
Відомо декілька різних варіантів теорій пластичності, що відрізняються обраними визначальними рівняннями, покладеними в їх основу, які описують поведінку середовища.

### Деформаційна теорія пластичності
Деформаційна теорія активно розвивалась академіком О. А. Іллюшиним. В рамках деформаційної теорії пластичності тіло ідеалізується як нелінійно пружне. Зокрема, для заданого деформованого стану напружений стан не залежить від конкретного шляху навантаження у просторі деформацій.

### Теорії плинності
В рамках теорій плинності тензор деформацій розділяється на пружну і пластичну складові. При цьому напруження описуються однозначною функцією пружних деформацій, а прирости пластичних деформацій або швидкостей пластичних деформацій залежать від напружень. При формулюванні визначальних співвідношень дається велика свобода вибору між різними підходами.
З розвитком обчислювальної техніки переважна більшість моделей пластичності, що пропонується комерційними розрахунковими комплексами є моделі плинності. Вони добре поєднуються з методом скінченних елементів (МСЕ), що стали стандартом у практиці інженерних розрахунків на міцність.

## Дотичні терміни
ПЛАСТИЧНИЙ (рос. пластический, англ. plastic, нім. plastisch) — * 1) Здатний набирати й зберігати надану форму (про матеріал).
- 2) Пластична деформація — деформація, що не зникає після зняття навантаження.